# コンラッド・デ・ラ・フエンテ
コンラッド・デ・ラ・フエンテ（Konrad de la Fuente, 2001年7月16日 - ）は、アメリカ合衆国・フロリダ州マイアミ出身のサッカー選手。元アメリカ合衆国代表所属。FCローザンヌ・スポルト所属ポジションはFW。

## クラブ経歴
ハイチ出身の両親の元にアメリカのマイアミで生まれる。10歳の時にハイチ人の父親のスペインバルセロナのハイチ領事館への転勤に伴い、家族と共にスペインに移住し、バルセロナにあるCFダムのカンテラを経て2013年にFCバルセロナの下部組織ラ・マシアに入所。2018年にFCバルセロナBに昇格。12月1日のバレンシアCF・メスタージャ戦でプロデビュー。試合終了間際に起用され、ロナルド・アラウホの同点ゴールを演出した。更に2020年2月2日のAEプラート戦では、後半途中から出場していた安部裕葵が負傷し、同35分に交代出場。追加タイムに決勝ゴールを決めるなど、またしても勝負強さを披露。6月29日にバルサと2022年までの契約を締結。2020-21シーズンは当初はBチームでプレーしていたものの、11月にアンス・ファティが負傷したこともあり、監督ロナルド・クーマンは、デ・ラ・フエンテら若手にチャンスを与える事を明言。トップチームのメンバーにも招集され、同月24日のUEFAチャンピオンズリーグのFCディナモ・キーウ戦で、後半途中から起用されトップチームデビュー。試合も4-0で勝利した。
2021年6月29日、オリンピック・マルセイユと4年契約を締結したことが発表された。
2022年8月13日、オリンピアコスFCにレンタル移籍した。
2023年8月9日、SDエイバルに買取オプション付きのレンタル移籍した。
2024年7月25日、FCローザンヌ・スポルトにフリーで加入。着用する背番号は自身の年齢と同じ「23」を選んだ。

## 代表経歴
ハイチ、アメリカ、スペインと3つの国籍を持っていたが、ユース世代よりアメリカ代表を選択。2019年にポーランドで開催された2019 FIFA U-20ワールドカップに、U-20のアメリカ代表として出場。準々決勝進出に貢献し、注目を集める。2020年11月にはフル代表に初招集。12日のウェールズ戦で代表デビューを果たした。

## 人物
- 両親はハイチ出身で、更にドミニカ共和国にルーツを持っている[14]。
- プロ契約を締結した2018年にスペインの市民権を取得している。そのためにEU圏内選手として扱われる。

## 個人成績

### クラブでの成績
2024年7月27日現在
| クラブ                | シーズン       | リーグ戦                 | リーグ戦 | リーグ戦 | カップ戦 | カップ戦 | 国際大会 | 国際大会 | その他 | その他 | 通算 | 通算 |
| クラブ                | シーズン       | ディビジョン             | 出場     | 得点     | 出場     | 得点     | 出場     | 得点     | 出場   | 得点   | 出場 | 得点 |
| --------------------- | -------------- | ------------------------ | -------- | -------- | -------- | -------- | -------- | -------- | ------ | ------ | ---- | ---- |
| バルセロナB           | 2018-19        | セグンダB                | 1        | 0        | —        | —        | —        | —        | —      | —      | 1    | 0    |
| バルセロナB           | 2019-20        | セグンダB                | 3        | 1        | —        | —        | —        | —        | 3      | 2      | 6    | 3    |
| バルセロナB           | 2020-21        | セグンダB                | 21       | 6        | —        | —        | —        | —        | 1      | 0      | 22   | 6    |
| バルセロナB           | 通算           | 通算                     | 25       | 7        | —        | —        | —        | —        | 4      | 2      | 29   | 9    |
| バルセロナ            | 2020-21        | ラ・リーガ               | 0        | 0        | 1        | 0        | 2        | 0        | —      | —      | 3    | 0    |
| マルセイユ            | [2021-22       | リーグ・アン             | 16       | 0        | 1        | 0        | 6        | 1        | —      | —      | 23   | 1    |
| オリンピアコス (loan) | 2022-23        | ギリシャ・スーパーリーグ | 3        | 0        | —        | —        | 2        | 0        | —      | —      | 5    | 0    |
| エイバル (loan)       | 2023-24        | セグンダ                 | 19       | 3        | 3        | 1        | —        | —        | 2      | 0      | 24   | 4    |
| ローザンヌ            | 2024-25        | スイス・スーパーリーグ   |          |          |          | —        | —        |          |        |        |      |      |
| キャリア総通算        | キャリア総通算 | キャリア総通算           | 63       | 10       | 5        | 1        | 10       | 1        | 6      | 2      | 84   | 14   |

1. 1 2 3  リーグ戦プレーオフ
2. ↑  UEFAチャンピオンズリーグ 2020-21
3. ↑  UEFAヨーロッパリーグ 2021-22に4試合出場、UEFAヨーロッパカンファレンスリーグ 2021-22に2試合出場1得点を記録
4. ↑  UEFAヨーロッパリーグ 2022-23

### 代表での成績
- 国際Aマッチ 3試合0得点 （2020年 - 2021年）[16]

| アメリカ合衆国代表 | 国際Aマッチ | 国際Aマッチ |
| 年                 | 出場        | 得点        |
| ------------------ | ----------- | ----------- |
| 2020               | 1           | 0           |
| 2021               | 2           | 0           |
| 通算l              | 3           | 0           |

## タイトル
バルセロナ
- コパ・デル・レイ : 2020-21